# 高樓寨之戰
高樓寨之戰发生于清朝同治四年（1865年）四月二十四日，捻軍在山東曹州府菏澤縣高樓寨（今山东省菏泽市高莊集境）殲滅僧格林沁部，也是清朝中後期著名戰役，是陸軍運動戰經典戰鬥。除了僧格林沁驕縱外，另有一說因與淮軍相互輕視且互不支援，以致僧格林沁在苦戰時淮軍坐觀其敗。

## 背景
清文宗咸豐二年（1852年）十一月，捻軍齊集亳州的雉河集會盟，推張樂行為盟主，宣佈軍紀和行軍作戰條例，以五色旗區分。
清穆宗同治三年（1864年）十二月初，蒙古親王僧格林沁親督翼長恆齡、成保及副都統常星阿等部進抵湖北棗陽。捻軍誘敵過滍水（今河南沙河 (潁河)），在河南魯山擊斃翼長恆齡、營總保青、福州副都統(倭勒)蘇克金。僧格林沁氣極敗壞，決心猛追捻軍。
清廷命令湘軍與淮軍各部赴湖北支援接應，並調派淮軍精銳劉銘傳銘軍、張樹聲樹軍與周盛波盛軍駐紮在江蘇、山東與安徽省邊境徐州一帶，但僧格林沁滿懷自信，拒絕其他軍隊支援。

## 过程
三月廿九日，捻軍自河南考城進入山東境內，僧格林沁所部，尾隨捻軍之後窮追不捨，後方供給不繼，部隊饑疲交加，「將士死亡者數百，軍中多怨言」。四月初九，張宗禹等自邳州進入山東，十二日，撲臨城，轉趨寧陽、汶上，西走范縣、濮州，繼續北上東阿、平陰，進入江蘇。兩造皆疲，捻眾多足腫，捻軍有人私下請降，僧格林沁竟怒斬來使，諸捻遂知惟死戰可免。
同年五月初十，捻軍過運河，進至范縣（今河南范縣東）南面的羅家樓。此時僧格林沁所部“晝夜追逐，憊極，恆解鞍小憩道左，飲火酒兩巨觥，輒上馬馳驅”。
五月十七，僧格林沁率軍追至高樓寨之南的解元集地區。
五月十八日午，僧格林沁部至高樓寨。捻軍已埋伏在高樓寨以北村莊之河堰、柳林中，张宗禹派出少数部队迎战，命任柱、张琢并力冲击，诱使僧军向高楼寨地区深入。任化邦領眾捻軍速攻，僧格林沁急部分三路倉猝拒戰，翼長諾林丕勒、副都統托倫布馬隊，總兵陳國瑞、何建鰲各步隊為西路；副都統成保、烏爾圖那遜馬隊，總兵郭寶昌步隊為東路；副都統常星阿、溫德勒克西馬隊為中路。宗禹、文光、任柱等亦分三路迎戰，西捻敗退。
陳國瑞、何建鰲等乘勝逐迫之，不料常星阿所部敗退，中路捻與西路捻眾夾擊國瑞、建鰲等，自午時至戌時（晚上20時），僧格林沁部兵馬兵潰敗，被圍；捻軍驅策人民，於外圍挖困馬長溝，僧格林沁騎兵無法越溝脫困。萬名捻軍馬兵下馬改當步兵，挺刀刺入圍內清軍；七千名清軍（另說九千人）傷亡殆盡；内阁大学士全顺、总兵何建鳌、额尔经厄皆同戰歿。
僧格林沁領少數騎兵，十九日子夜，往西北北京方向突圍，走約七、八公里，匿於吴家店森林，中傷墜馬。
僧格林沁被捻軍張皮綆（張凌雲，張宗禹手下）入林內發現拉出，斩於麥田，以攮刀斷首，取其三眼花翎著之，洋洋以去。

## 逸闻
據說僧格林沁被杀後，諸捻军首领張宗禹、任化邦、賴文光、牛宏升、范汝增等人一字排開，朝被封為親王的僧格林沁遺體開槍洩恨，僧身中八彈，有鄉野說法，此為「王八彈」典故，惟「王八蛋」乃一早有之罵人俗語，是「雜種」之意。故此說甚為附會，頗不可信。

## 后事
僧格林沁此戰之敗，不惟自身戰歿，並使得捻軍獲盡三盟、黑龍江健馬勁卒及僧格林沁軍槍炮軍火。副都統成保奏稱：「我軍失利後，馬步兵勇收集無多。」。
戰事之前，僧格林沁軍隊與淮軍互相輕視不支援彼此。僧格林沁戰歿才半個月，時任直隸提督淮軍劉銘傳率其親兵銘軍攻下捻軍高樓寨，即僧格林沁戰死之地。僧格林沁舊部陳國瑞原先要為僧報仇，率僧殘兵先解嘉祥之圍，沒料到銘軍先占領該地，大為不悅，雙方互相衝突，死傷甚重，甚至劉銘傳還軟禁陳國瑞。後山東巡撫丁寶楨出面調停。曾國藩事後調查發現雙方均有過失。因此事後清廷支開兩軍，調劉銘傳進軍安徽北部，調陳國瑞進軍河南 
僧格林沁歿後，清廷以曾國藩督辦直隸、山東、河南三省軍務。從此，清朝喪失最後的滿蒙八旗勁旅，軍權漸入漢臣曾國藩李鴻章等人的湘軍、淮軍手中。